# 木村正直 (4代)
4代 木村 正直（よんだい きむらまさなお、1953年8月3日 - 2013年1月29日）は、大相撲の元三役格行司である。朝日山部屋所属。

## 人物
岐阜県多治見市出身。本名は山内幸久（やまうち ゆきひさ）。
3代木村正直（後の立行司24代式守伊之助）に入門。1969年5月場所、木村幸久の名で初土俵。1971年7月に2代木村正義（まさよし）。1984年1月に幕下格ながら4代木村正直襲名。1990年1月に十両格、2003年1月には幕内格、2008年9月に三役格に昇格。
甲高く、ややしゃがれた声が印象的であり、声量が豊かだった。所作は師匠よりも派手で、この独特の所作は賛否両論であった。その所作が災いしたり、年齢を重ねてきたせいもあって、微妙な一番で差し違いが多く見られた。
2009年5月場所3日目の前頭4枚目阿覧－同3枚目豊ノ島戦の取組中に右下腿部挫傷を発症し、休場届を提出した。また、肝細胞がんの治療のため2010年9月場所から2011年1月場所まで3場所を休場した。
さらに、2012年11月場所、肝細胞がん術後再発、多発性転移性骨腫瘍（しゅよう）、肝不全、全身浮腫で入院治療が必要と診断され、10日目より休場。翌2013年1月場所も初日より休場し、療養に努めていたが、2013年1月29日に死去。59歳没。
2012年11月場所9日目、大関琴奨菊－前頭2枚目松鳳山戦が最後の捌き、続く前頭5枚目碧山－大関稀勢の里戦で稀勢の里への不戦勝の勝ち名乗りが最後の土俵となった。
幕内格以上の現役行司が定年前に死去したのは1988年9月に幕内格筆頭行司で死去した15代木村玉光以来だった。
現在夫人が江戸川区の自宅横に資料館「木村正直の家」を開館している。

## その他
- 幕下格での正直襲名は先々代（23代庄之助）の後押しがあった。
- 生前には、大坂相撲時代より続く朝日山部屋生え抜きの行司として、四天王寺に残る初代木村正直（木村越後）の墓を参り、さらに私財を投げ打って無縁になっていた歴代朝日山の墓石を一カ所に取りまとめた。
- 部屋の十両の鬼嵐は4代正直を実の父のように慕っていたため、彼が死去してからは酷く落ち込んで著しく衰えた。

## 経歴
- 1969年5月場所　初土俵・木村幸久
- 1971年7月場所　2代木村正義襲名
- 1984年1月場所　4代木村正直襲名
- 1990年1月場所　十両格昇進
- 2003年1月場所　幕内格昇進
- 2008年9月場所　三役格昇進
- 2013年1月場所　最終場所、そして正直自身が死亡。59歳没。